# 平野 (大阪市)
平野（ひらの）は、大阪府大阪市平野区の地区名。広義には平野区全体を指す場合もあるが、地区名としてはかつて環濠都市・自治都市を形成していた平野郷町の本郷七町だった地区を指す。
本項では大阪市編入以前の東成郡平野郷町（ひらのごうちょう）についても述べる。

## 歴史
摂津国住吉郡杭全郷の東部にあたり、難波京と斑鳩・平安京を結ぶ古代道路である渋川道（のちの竜田越奈良街道）が通っており、昔から交通の要所であった。後には中高野街道の起点にもなった。
平安時代初期に坂上田村麻呂の次男である坂上広野麻呂の荘園があったことから、「平野」という地名は「広野」からの転訛によるとも言われている。862年（貞観4年）には広野麻呂の子の坂上当道が八坂神社を勧請して杭全神社が創建されている。
広野麻呂の荘園はその後、摂関家の九条家を通じて宇治平等院へ寄進され、織田信長の直轄地となるまでの約500年間は平等院領であった。荘園は杭全荘と呼ばれていたが、鎌倉時代頃から平野荘とも別称された。
1127年（大治2年）に大念仏寺が開基されると、門前町が形成されるようになった。戦国時代になると、町の周りに二重の濠と土居を巡らせ、13ヶ所の出入口には門と門番屋敷が設置された。なお、門の脇には地蔵堂も建てられ、12の地蔵堂が現存している。濠内は坂上氏の末裔と称する平野七名家による自治が行われるようになり、七名家が権力を有する以下の本郷七町に分かれていた。
- 馬場町（成安氏）
- 泥堂町（則光氏→黒瀬氏（井上氏））
- 市町（利国氏→土橋氏）
- 野堂町（末吉氏）
- 流町（利則氏→三上氏）
- 背戸口町（安国氏→辻葩氏）
- 西脇町（安宗氏→西村氏）

織田信長が台頭すると、同じように環濠都市・自治都市であった堺の会合衆から協力要請を受けるほどであったが、結局は信長に屈服した。豊臣秀吉が天下統一を果たすと、町の有力商人は大坂城下へ移住させられた。なお、移住先は徳川期には城下ではなく東成郡北平野町村・南平野町村となっていた所で、現在の中央区東平・上汐および天王寺区上汐などに当たる。大坂の陣では七名家の筆頭ともいえる末吉氏が徳川方に尽力し、平野に徳川秀忠の陣が設けられた。
1615年（元和元年）、末吉氏は平野および河内国志紀郡・河内郡の代官に任ぜられ、大坂の陣で灰燼に帰した平野の復興を行い、環濠も再度掘り直された。さらに、度重なる洪水に見舞われた志紀郡柏原村の復興の一環として、1636年（寛永13年）に柏原村と大坂城下を結ぶ柏原舟が平野の環濠と連結する平野川に通うようになった。平野は1671年（寛文11年）には馬継場にも指定されて水運・陸運双方の恩恵を受けるようになり、河内木綿の集散地として発展した。
1702年（元禄15年）、本郷七町とその西方に位置する今林村・新在家村・今在家村・中野村の散郷四村を統合して平野郷町となり、野堂町に惣会所が設置された。1708年（宝永5年）には鎌倉時代に始まったとされる杭全神社の連歌所が再建され、1717年（享保2年）には郷学の含翠堂が開設された。
1879年（明治12年）に散郷四村が分離し、1883年（明治16年）には本郷七町もそれぞれ平野を冠称して分離したが、1889年（明治22年）の町村制施行時に本郷七町が合併して自治体としての平野郷町が発足した。なお、散郷四村は今林村・新在家村・今在家村が桑津村と合併して北百済村、中野村が砂子村・鷹合村・湯谷島村と合併して南百済村の各一部となった。
1925年（大正14年）に大阪市へ編入。1927年（昭和2年）、平野流町に大阪府女子師範学校が新設移転。
1934年（昭和9年）9月21日、室戸台風による暴風雨。平野小学校の木造校舎が強風により倒壊するなどして多数の死傷者が出た。
1930年（昭和5年）から土地区画整理事業を開始して平野郷の周囲も宅地化されていき、かつての面影は少なくなっていった。環濠の大半は埋め立てられ、杭全神社近辺に200m程度しか残っていない。1999年（平成11年）から大阪市のHOPEゾーン事業によって平野郷の景観復元や文化保存などの取り組みが行われた。

### 自治体としての沿革
- 1889年（明治22年）4月1日 - 町村制の施行により、住吉郡平野馬場町、平野泥堂町、平野市町、平野野堂町、平野流町、平野背戸口町、平野西脇町が合併して平野郷町が発足。大字平野野堂に町役場を設置。
- 1896年（明治29年）4月1日 - 郡の統廃合により、所属郡が東成郡に変更。
- 1922年（大正11年） - 中心部に以下の町名が起立。
  - 住吉町
  - 中町
  - 上町
  - 元町（1 - 7丁目）
  - 宮町
  - 浜町（1 - 3丁目）
  - 京町（1 - 6丁目）
  - 新町（1 - 6丁目）
  - 本町（1 - 6丁目）
  - 三十歩町（1 - 3丁目）
  - 梅ケ枝町（1 - 6丁目）
  - 政所町（1 - 5丁目）
  - 田畑町
- 1925年（大正14年）4月1日 - 大阪市第2次市域拡張により、新設の住吉区に編入される。同日平野郷町廃止。
- 1930年（昭和5年） - 北西部に平野西之町・平野大通の町名が起立。
- 1943年（昭和18年）4月1日 - 住吉区から東住吉区が分区。同区の一部となる。
- 1974年（昭和49年）7月22日 - 東住吉区から平野区が分区。同区の一部となる。新区名は投票の結果1票差で「平野区」が「大和川区」を上回り、新区名に決定した。

## 地域
1978年（昭和53年）実施の現行住所表記では以下の町名が概ね該当する。
- 平野上町（1 - 2丁目）
- 平野元町
- 平野馬場（1 - 2丁目）
- 平野北（1 - 2丁目）
- 平野宮町（1 - 2丁目）
- 平野市町（1 - 3丁目）
- 平野東（1 - 4丁目）
- 平野本町（1 - 5丁目）
- 平野南（1 - 4丁目）
- 流町（1 - 4丁目）
- 平野西（1 - 6丁目）
- 背戸口（1 - 5丁目）
- 西脇（1 - 4丁目）

全興寺を中心とする「平野中央通商店街」周辺は、太平洋戦争時に空襲を逃れたこともあり、古い町並みの面影が現在も残っている。

### 河川
- 平野川 - 当地の北東地域を流れる。かつては水運に用いられてきたが、現在は典型的な掘り込み河川である。

### 交通
- 鉄道
  - JR関西本線（大和路線）平野駅
  - Osaka Metro谷町線 平野駅
    - かつては南海平野線があり、平野（Osaka Metro平野駅の北東にあった）と天王寺や恵美須町駅を結んだが、谷町線の開業で廃止された。
- 路線バス
  - 大阪シティバス
  - 近鉄バス

1927年、大阪市営バスが最初の路線として平野〜あべの橋間で開業。その後、大阪市営バスからバス事業を引き継いだ大阪シティバスの多くの路線が走り、あべの橋、地下鉄住之江公園、なんばなどと結ばれている。近鉄バスは近鉄布施駅前〜JR平野駅前間で運行されていたが JRおおさか東線の開業による乗客の大幅な減少のため2018年12月をもって平野駅前〜加美小学校前間が休止されている。かつては平野〜松原方面などを結ぶ路線も開設されていた。
- 主要道路
  - 国道25号
  - 国道479号（大阪内環状線）
  - 大阪府道5号大阪港八尾線（南港通）
  - 大阪府道186号大阪羽曳野線（南港通 旧柴谷平野線）
- 旧街道
  - 中高野街道（残在橋筋）
  - 奈良街道（泥堂筋）

### 寺社旧跡
- 杭全神社
- 大念仏寺
- 全興寺
- 長寶寺
- 赤留比売命神社

## 祭事・文化
- 万部おねり

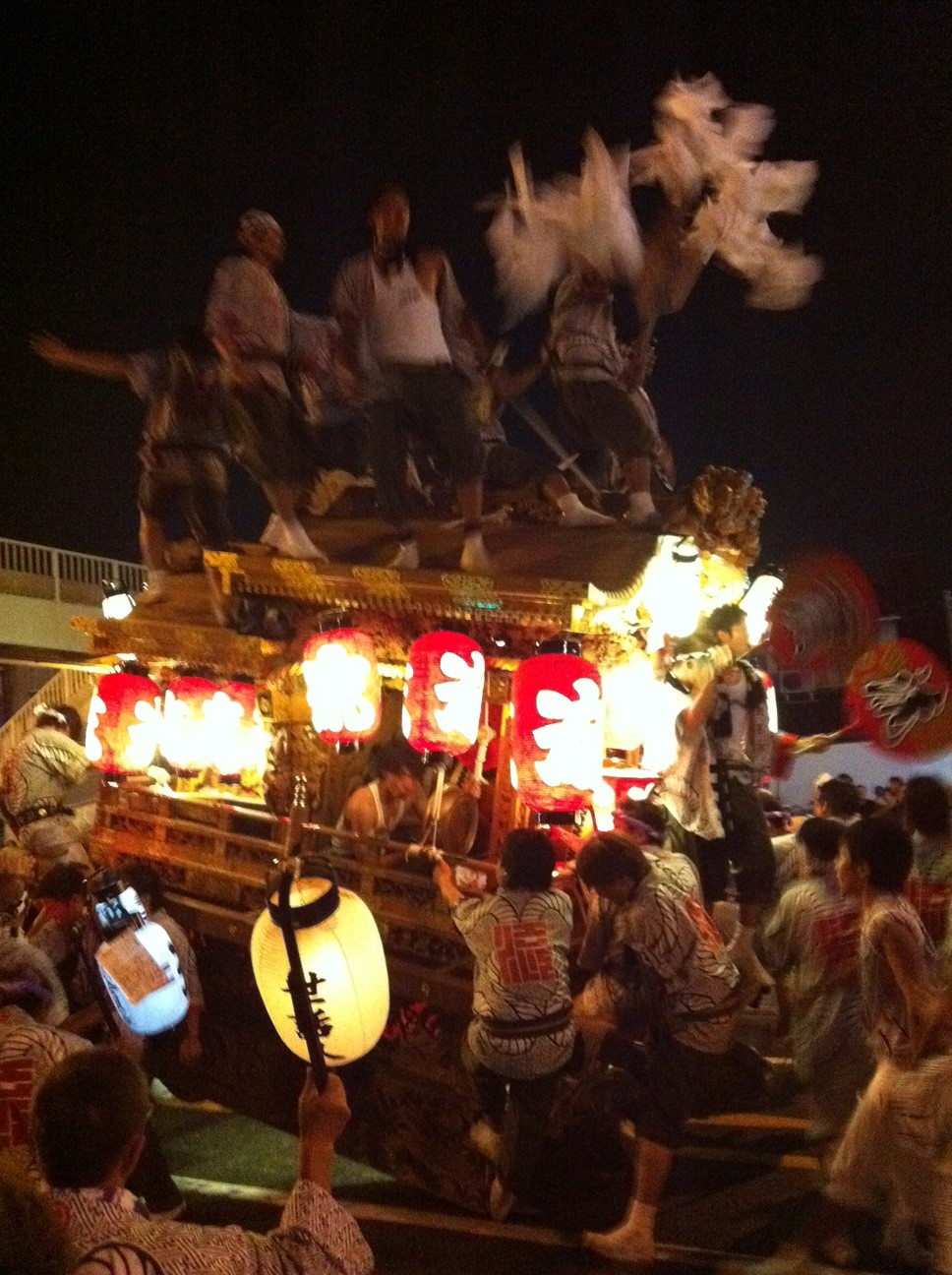
平野郷夏祭りで曳行される地車（流町）

5月1日から5日まで大念仏寺で万部おねりが行われる。
- 平野郷夏祭り

毎年7月には杭全神社の夏祭りが開催される。特に、毎年7月12・13日に平野郷の9町（本郷七町のひとつである野堂町が東・南・北に分かれるため9町になる）の地車（だんじり）が曳行する平野郷夏祭りは、大阪市内で最大規模の地車祭りであり、30万人を超えるとも言われる大勢の人出で賑わう。祭りのハイライトは13日夕刻から深夜にかけての「宮入（みやいり）」である。9台の地車が平野郷南縁の南港通から流口へ折れ、平野郷の中心部を通るお渡り筋（流門筋）、奈良街道（泥堂筋）を経て、杭全神社へと入っていく。最大の見せ場は杭全神社鳥居前の国道25号「宮前」交差点で行われる猛スピードでの地車曳行、各町工夫を凝らした演出などのパフォーマンスである。
また、12日夜に南港通（地下鉄平野駅付近〜平野本町5丁目交差点付近）の片側車線を封鎖して9台の地車が集結する「九町合同曳行」も見せ場のひとつである。尚、本祭りは14日で、神事として神輿が渡御し、太鼓台（ふとん太鼓）が神輿を先導する。2020年、2021年は新型コロナウイルス感染症の流行に鑑み開催が見送られていたが、2022年は例年通り開催された。
- 盆踊り

平野では河内音頭の一流派である平野節の初音家一門の発祥の地であることから、毎年夏季には平野公園（旧松山公園）のグランドにて櫓が組まれ、初音家一座を招いて盛大に盆踊りが執り行われる（平野公園内には、近代河内音頭発祥の石碑がある）。